# Ministrowie produkcji Wielkiej Brytanii

## Ministrowie produkcji wojennej
| Minister                         | Czas urzędowania               |
| -------------------------------- | ------------------------------ |
| Max Aitken, 1. baron Beaverbrook | 4 lutego 1942 – 19 lutego 1942 |

## Ministrowie produkcji
| Minister         | Czas urzędowania              |
| ---------------- | ----------------------------- |
| Oliver Lyttelton | 12 marca 1942 – 27 lipca 1945 |